# Železniční trať Suchdol nad Odrou – Budišov nad Budišovkou
Železniční trať Suchdol nad Odrou – Budišov nad Budišovkou (v jízdním řádu pro cestující označená číslem 276) je jednokolejná regionální trať o délce 39 km. Provoz na trati byl zahájen v roce 1891. Tato trať je obsluhovaná linkou S33 v systému ODIS. Trať je obsluhována motorovými vozy řady 811, ke kterým se připojují přípojné vozy BDtax782.
Na trati je zjednodušený způsob řízení dopravy tzv. D3. Dirigující stanicí je Suchdol nad Odrou.

## Historie tratě
Trať byla plánována jako lokální trať, která vycházela z lokálního uzlu Suchdol nad Odrou, hned po tratích ze stejného uzlu do Nového Jičína (dokončena 1880), a spolu s tratí spojující Suchdol nad Odrou a Fulnek byla otevřena 15. října 1891. Do potencionálních alternativních tras patřilo i úzkokolejné spojení Vítkova a Opavy, toto však bylo zamítnuto. Dalším plánovaným spojením, které by zasáhlo do tratě č. 276 bylo dokončení plánovaného úseku Opava – Fulnek – Hranice na Moravě – Valašské Meziříčí – Trenčín. Křížení tratí by se nacházelo pravděpodobně někde v okolí města Odry.Tyto lokální tratě tedy pomohly udělat ze Suchdola nad Odrou uzel na Severní dráze. Samotná výstavba byla provedena společností von Neberle a financována společností Severní dráha Ferdinandova. Doba stavby trvala přibližně pouze půl roku. Kvůli stavbě tratě se za Mankovickým mostem pod úpatím Pohořského kopce musel být mezi řekou Odrou a svahem odkopáno asi dvě stě metrů svahu a zpevněn kamennou zdí. Kvůli stavbě musel být odstřelen kus skály mezi dnešními zastávkami Jakubčovice nad Odrou a Heřmánky a přeloženo koryto řeky Odry asi o 300 metrů, aby mohla být v tomto prostoru postavena trať. V roce 1936 byla přistavěna v Heřmánkách další kolej pro křižování vlaků, aby se před náročným úsekem mezi Heřmánkami a Vítkovem (sklon až 28 ‰[rozpor]) mohly vlaky křižovat.

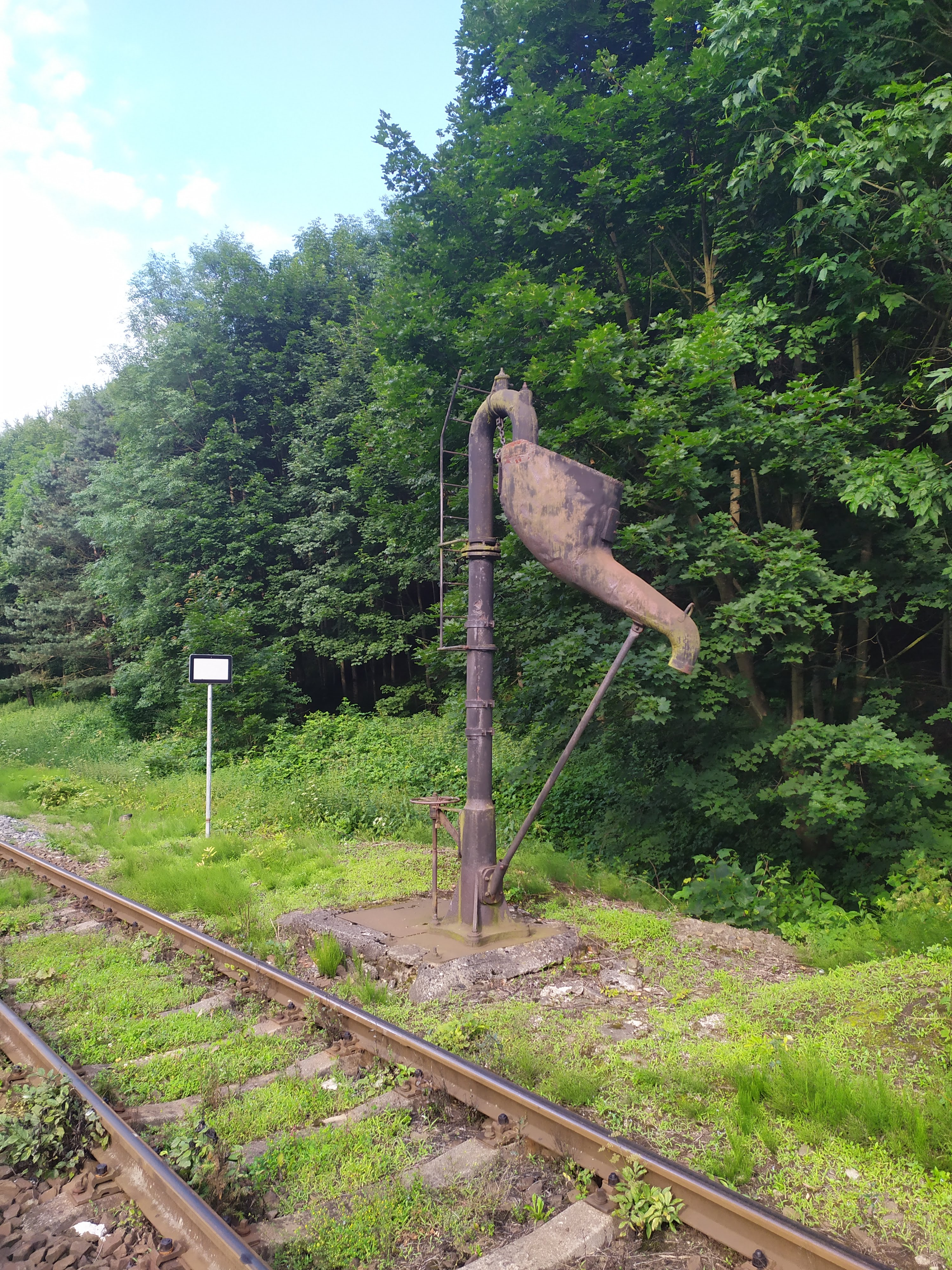
Vodní jeřáb v Klokočově.

Ve 20. letech 20. stol. vznikl návrh na propojení Budišova nad Budišovkou přes Dvorce a Moravský Beroun až do Ondrášova, kudy v té době vedla úzkorozchodná trať. Tento návrh však nebyl nikdy realizován, a tak zůstal Budišov nad Budišovku konečnou stanicí.
Přístavbou společnosti Semperflex Optimit v Odrách byl zrušen železniční přejezd i závory na tomto přejezdu. Na tento přejezd navazovala železniční vlečka do závodu.[zdroj?]
V roce 2000 byl v zastávce Klokočov opraven historický vodní jeřáb, nyní občasně sloužící pro historické parní vlaky.[zdroj?]
V konečné stanici v Budišově nad Budišovkou nikdy nebyla postavena točna pro lokomotivy, proto jezdily lokomotivy zpátky do Suchdola nad Odrou pozpátku, také se v Budišově dozbrojovaly, a byla prováděna inspekce. Vlaky se ovšem musely čas od času otočit, aby se v častých obloucích tratě opotřebovávala kola rovnoměrně. 
V roce 2009 byla zastávka Jakubčovice nad Odrou přesunuta blíže Odrám, kvůli činnosti blízkého kamenolomu. Financování stavby bylo prováděno firmou Eurovia, který tento kamenolom vlastní. 15. února 2009 pak byla otevřena zcela nová zastávka Odry-Loučky. Nástupní plošina je výjimečně vysoko (550 mm nad terénem) aby usnadnila nastupování. Postavení stálo 1,5 milionu korun a bylo placeno z rozpočtu města Oder. Obě dvě zastávky mají velmi shodné parametry, tzn obě jsou zastřešené a osvětlené.
V letech 2016–2019 probíhala postupná rekonstrukce některých nádražních budov na trati. Byly rekonstruovány stanice Odry, Mankovice, Heřmánky, Čermná ve Slezsku a Vítkov.[ve zdroji nenalezeno]

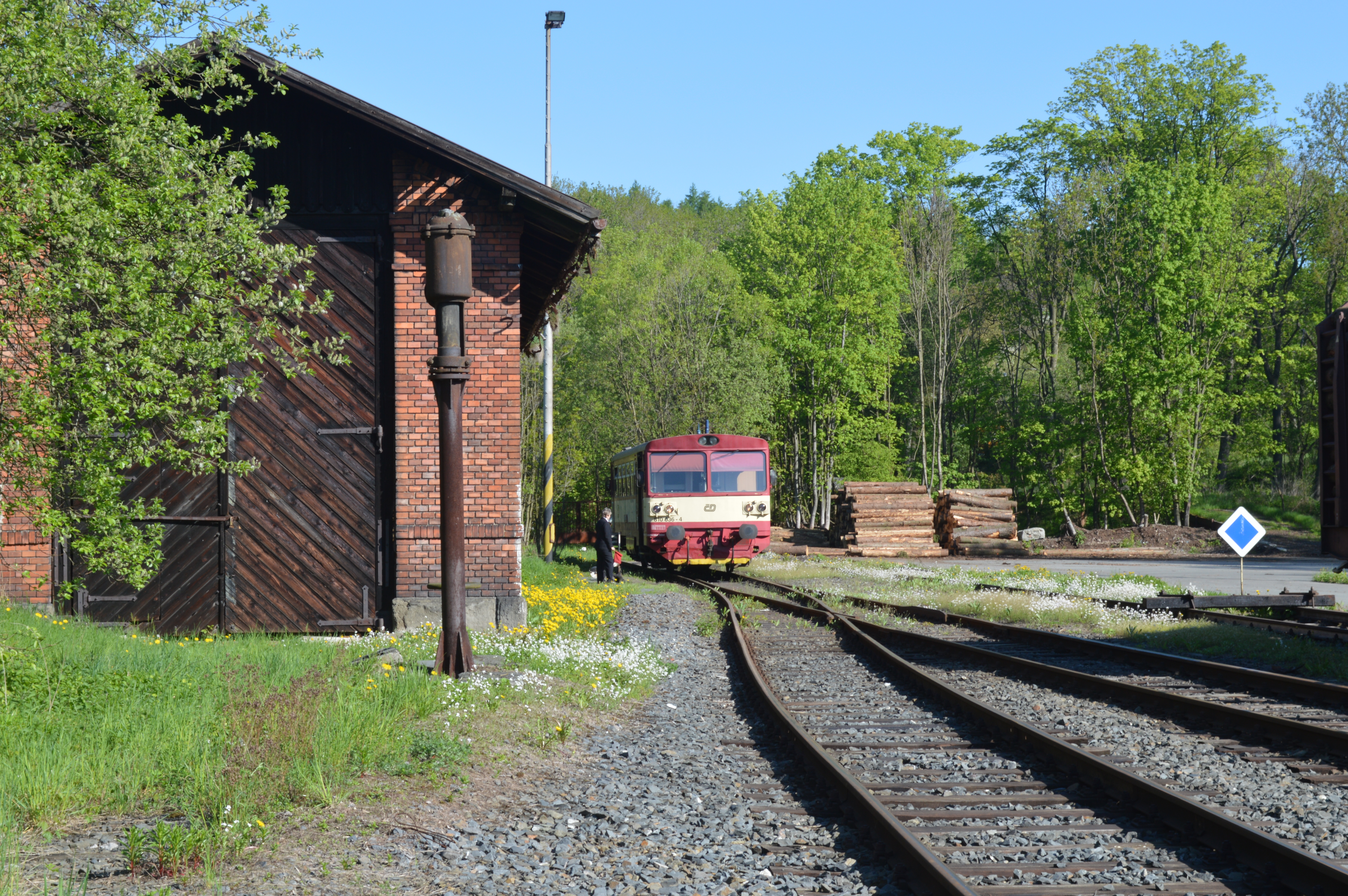
Stanice Budišov nad Budišovkou a vůz řady 810

Koncem srpna 2020 byl do zkušebního provozu nasazen renovovaný motorový vůz řady 810 pod novým označením 811. Nově je do vozu instalována klimatizace, Wi-Fi, USB zásuvky s možností rychlého nabíjení (2 A) a informační systém. Sedačky jsou prostornější, než u řady 810 a na čalounění nesou logo Moravskoslezského kraje, který celou renovaci inicioval.
Od prosince 2022 došlo na trati k zásadním změnám konceptu dopravy, kdy o víkendech jsou vlaky vedeny v celé délce trati, zatímco v pracovní dny je velká část vlaků ukončena již ve Vítkově a ve zbývajícím úseku do Budišova nahrazena autobusy linky 236, na které je ve Vítkově u nádraží zajištěn přestup. Zároveň je v úseku Suchdol - Odry nově většinově zaveden hodinový takt.

### Nehody
Dne 4. 7. 2020 v odpoledních hodinách došlo ke smrtelné nehodě na přejezdu P6706. Motorkář jedoucí z Oder směrem na Pohoř se čelně střetnul s projíždějícím vlakem. Za příčinu nehody označili vyšetřovatelé nerespektování výstražného zařízení.

## Navazující tratě

### Suchdol nad Odrou
- Železniční trať Přerov–Bohumín
- Železniční trať Suchdol nad Odrou – Fulnek
- Železniční trať Suchdol nad Odrou – Nový Jičín město

## Stanice a zastávky

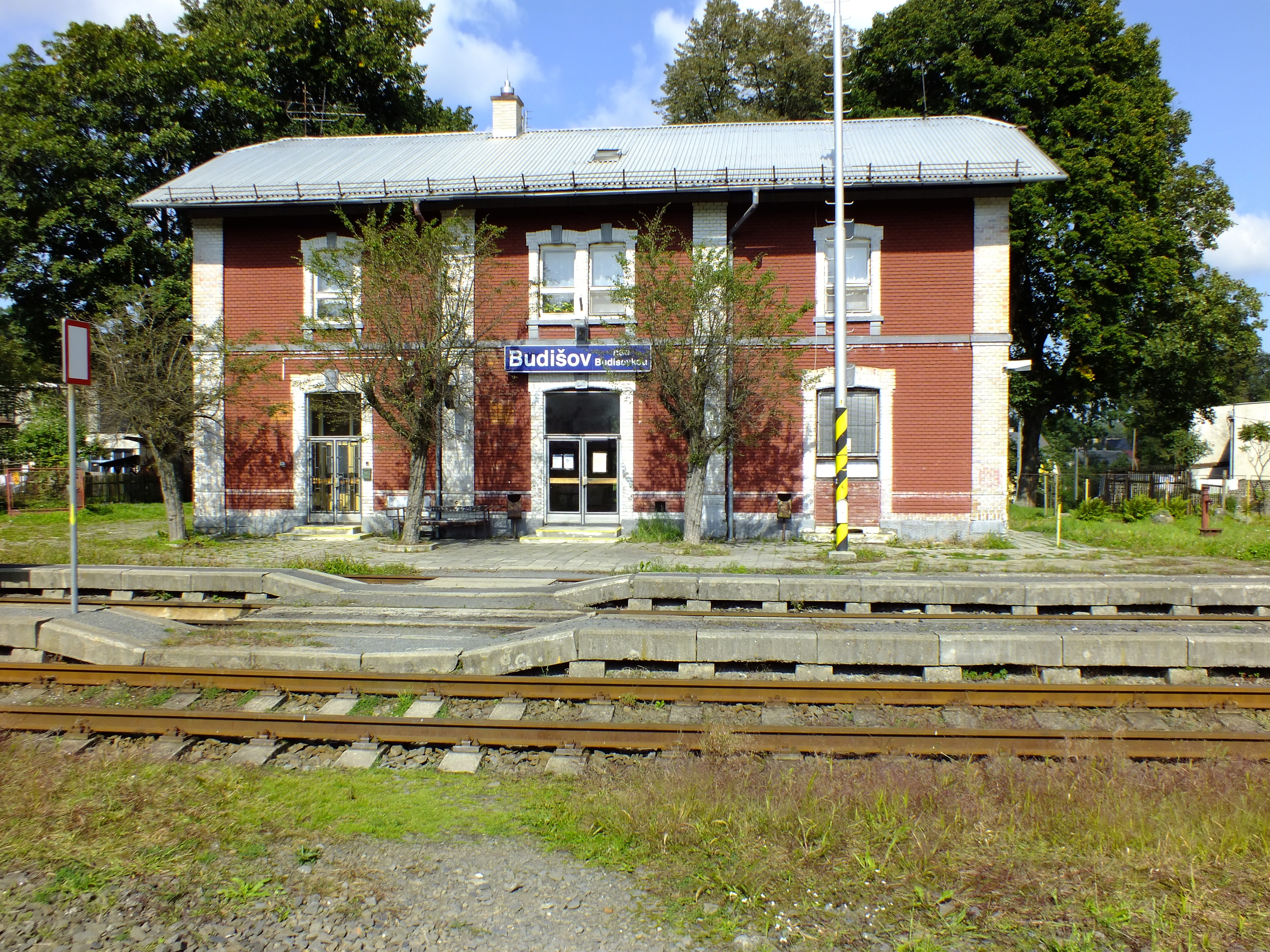
Budišov nad Budišovkou
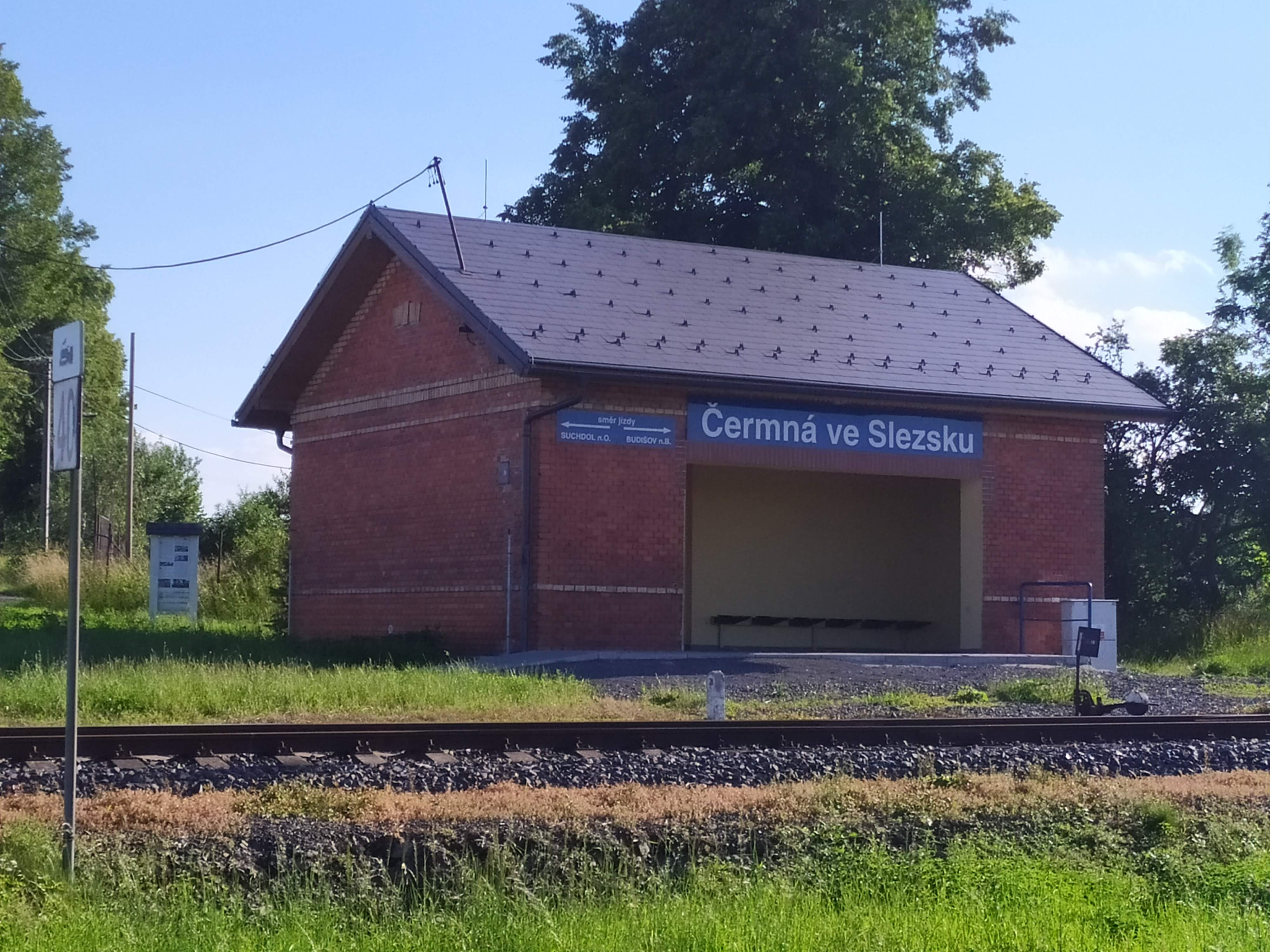
Zastávka Čermná ve Slezsku po rekonstrukci
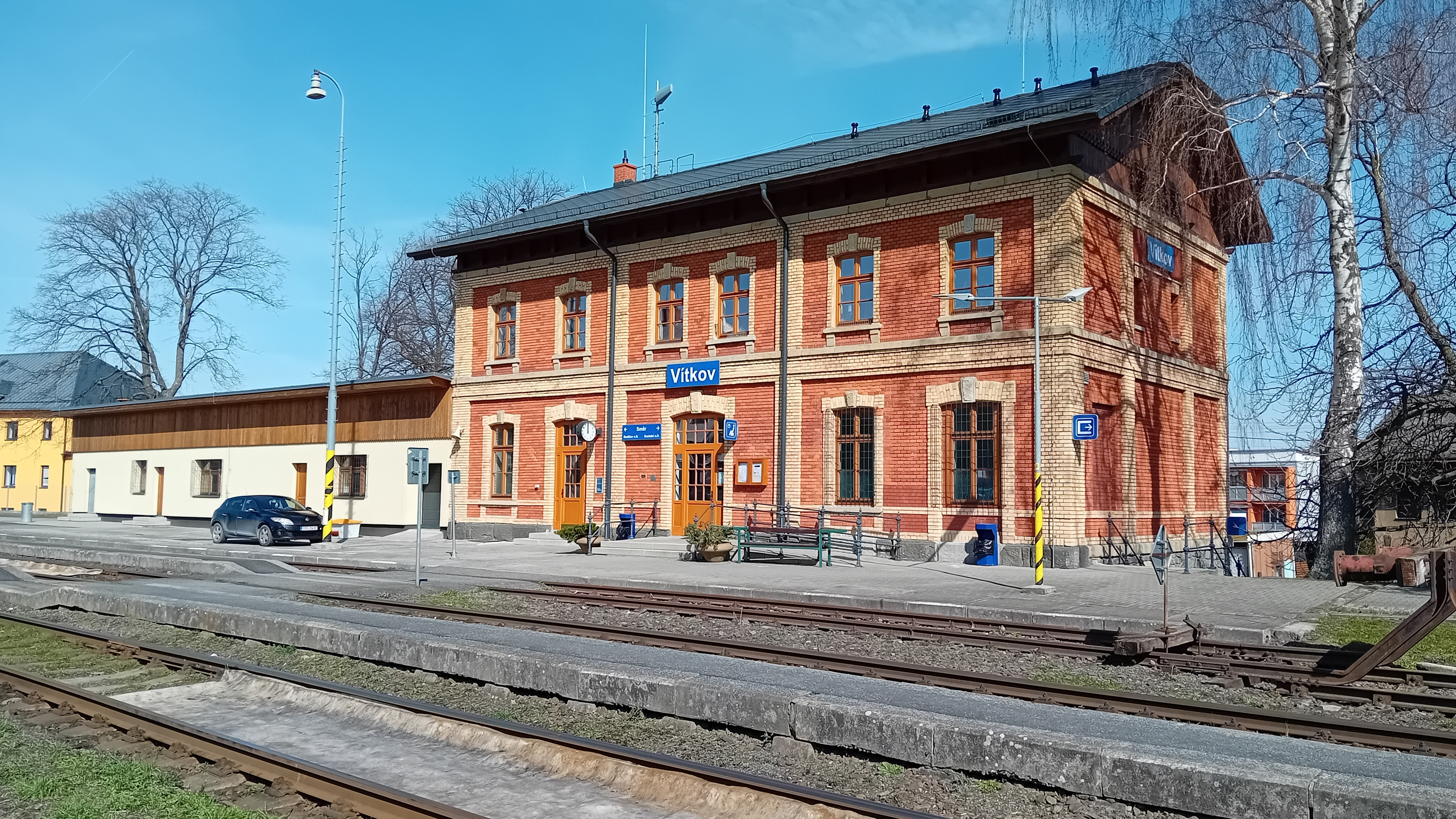
Stanice Vítkov po rekonstrukci
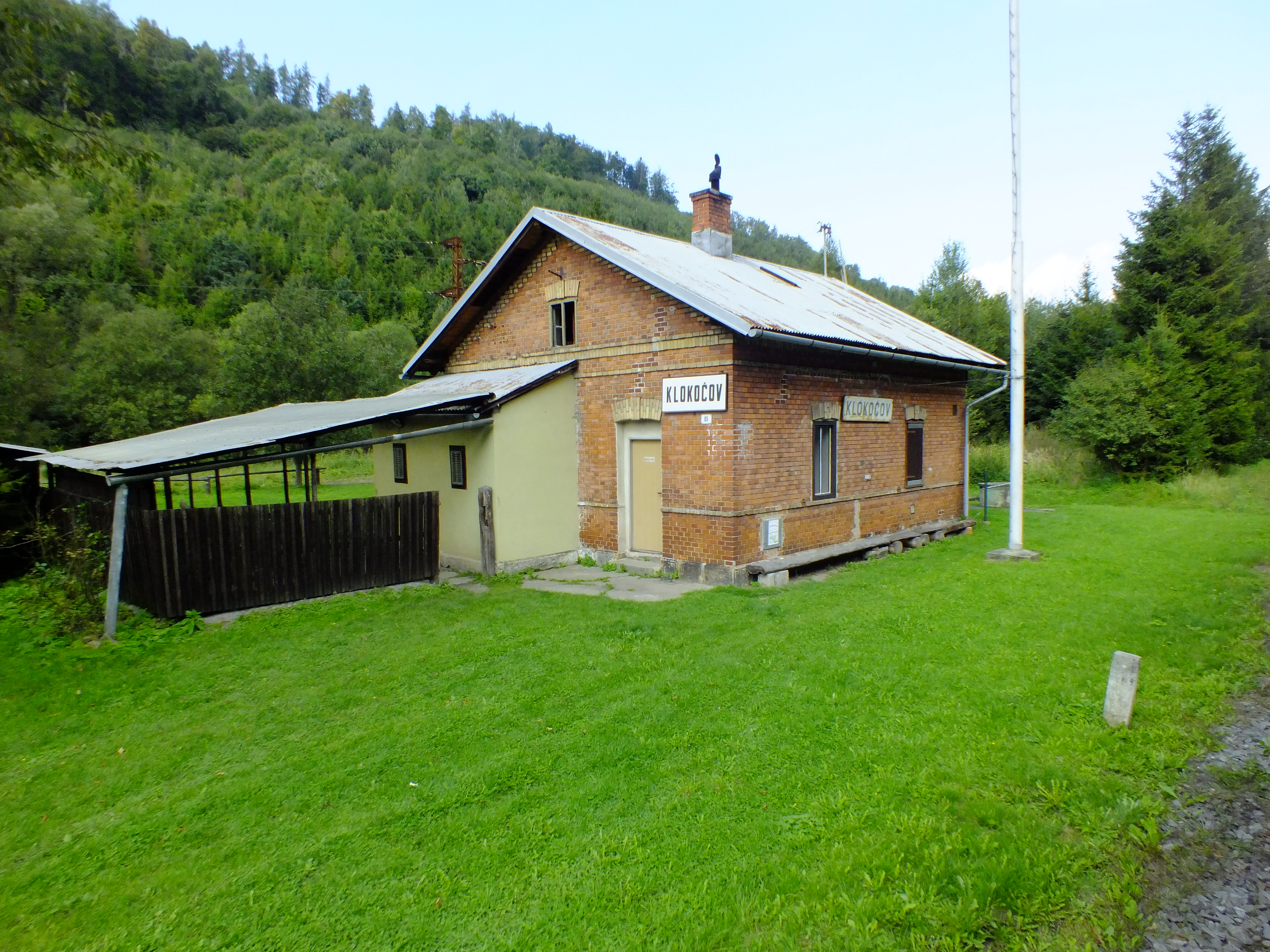
Klokočov
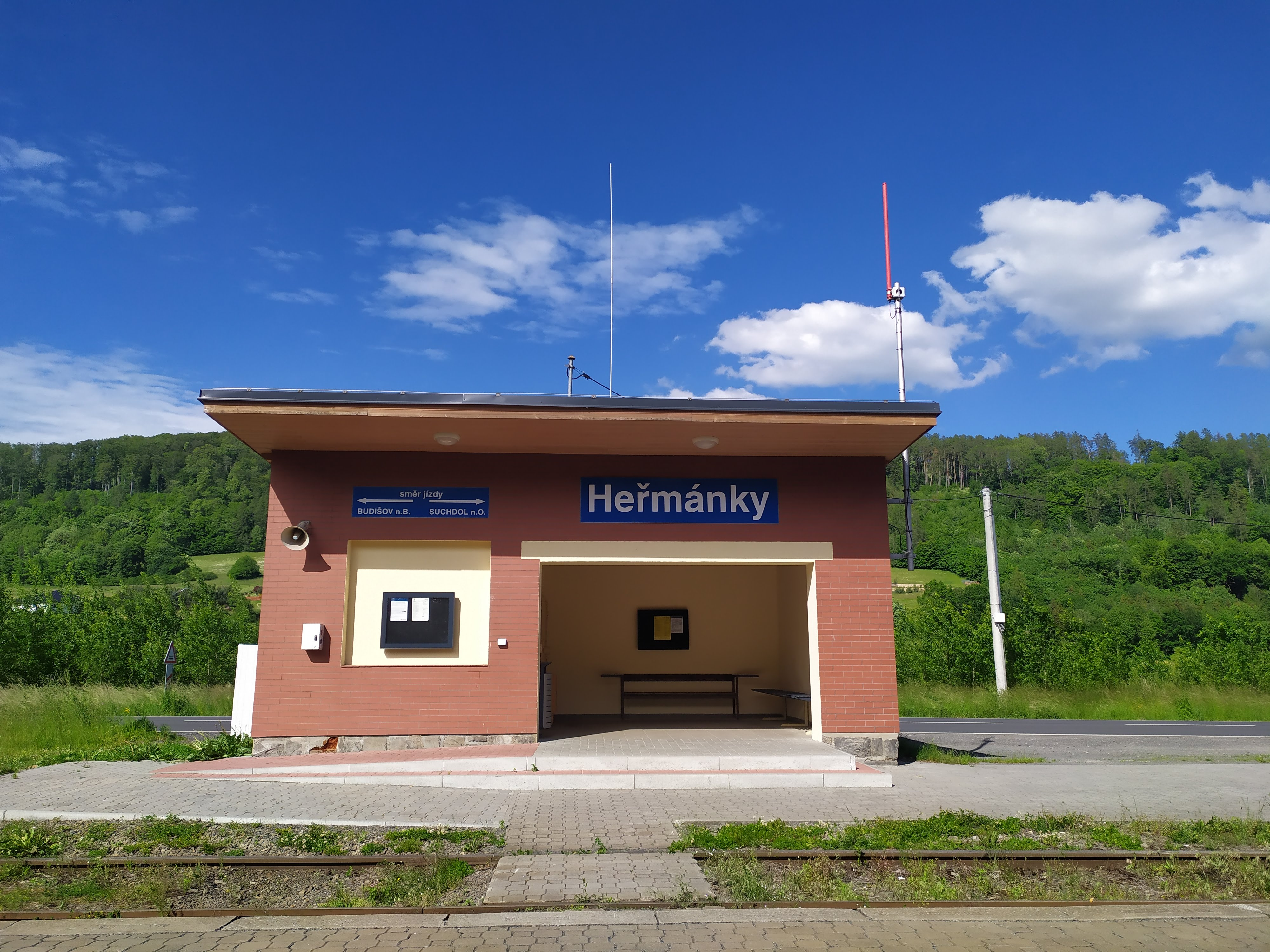
Stanice Heřmánky po rekonstrukci
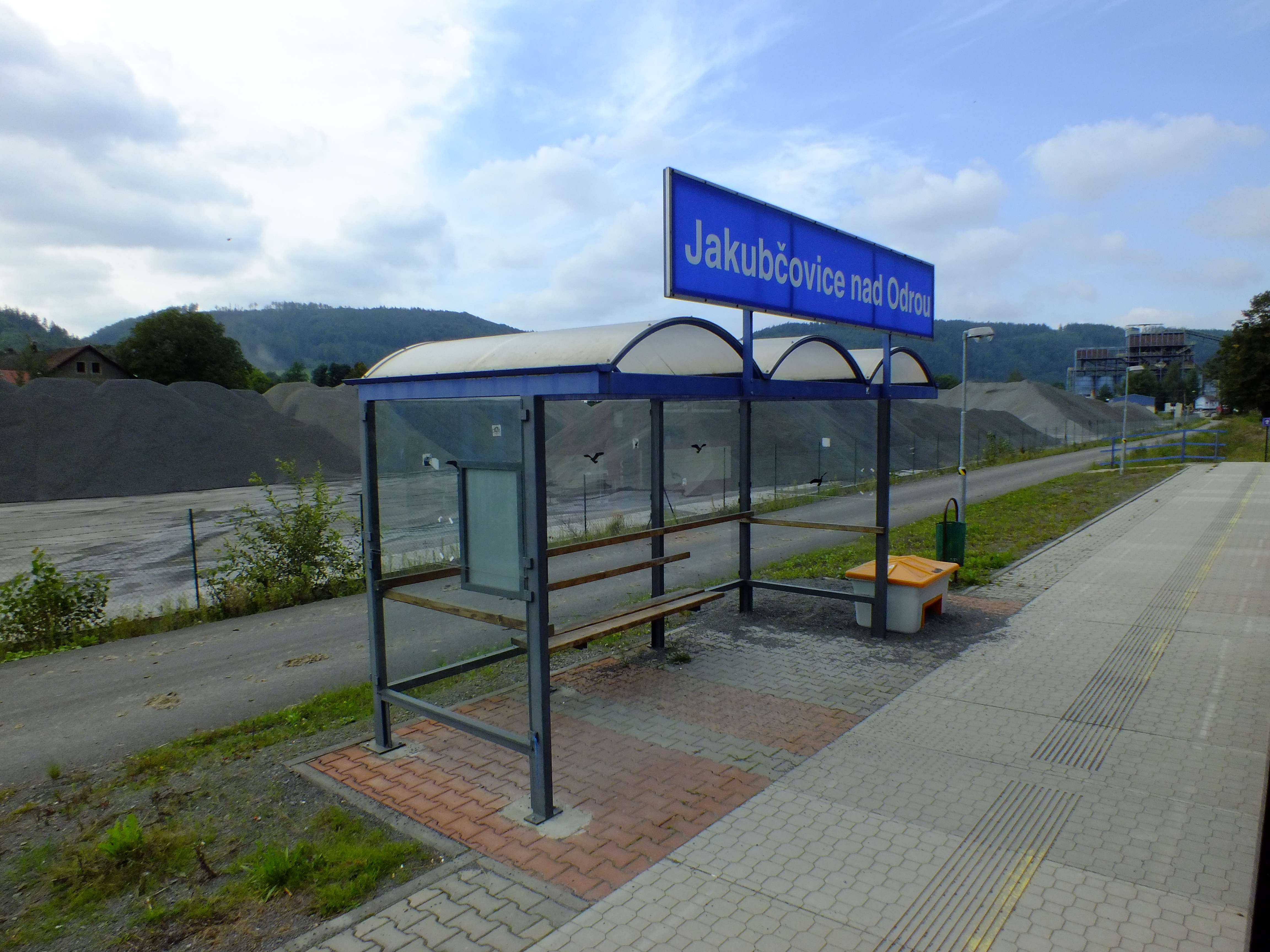
Jakubčovice nad Odrou
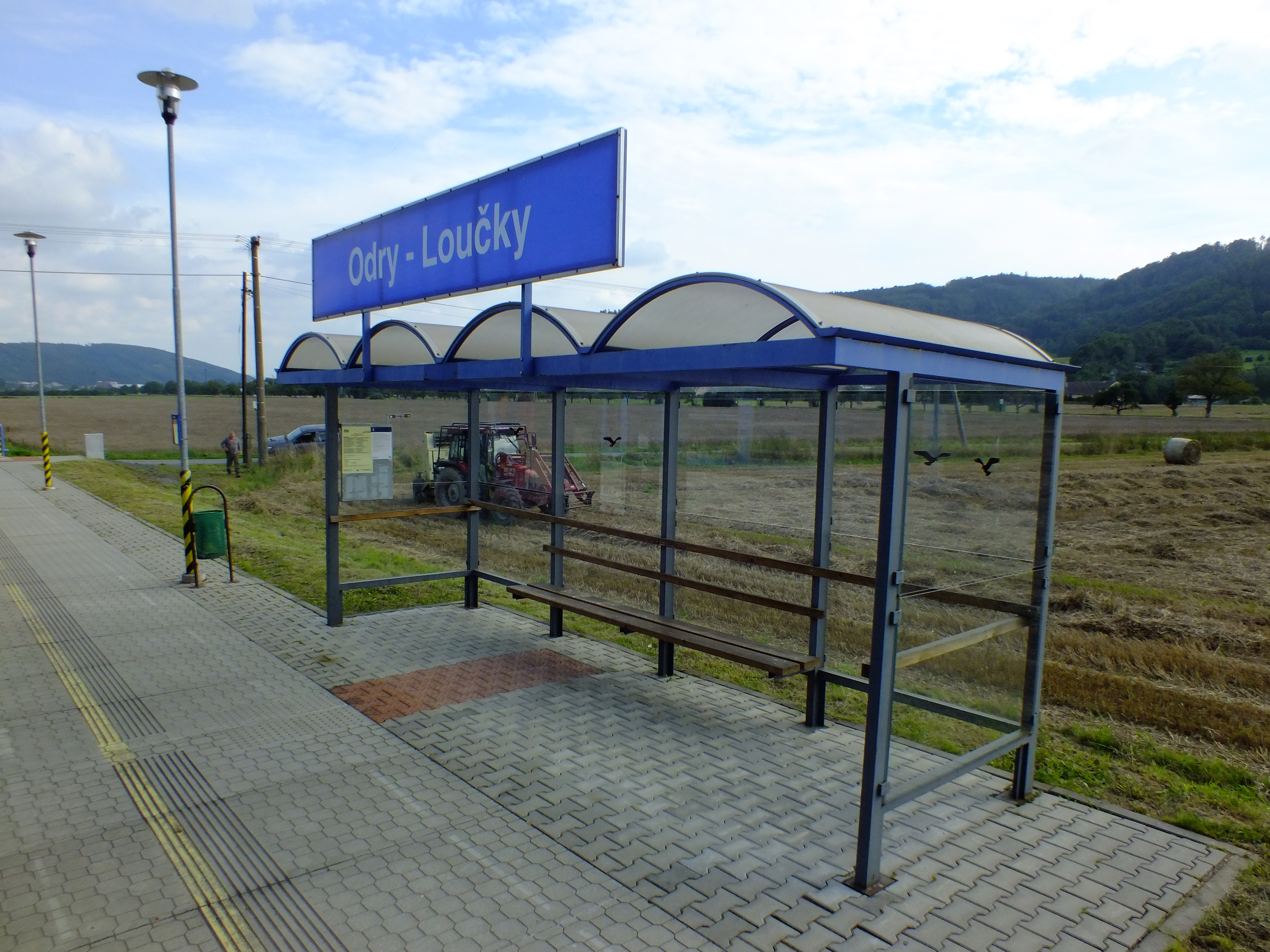
Odry-Loučky
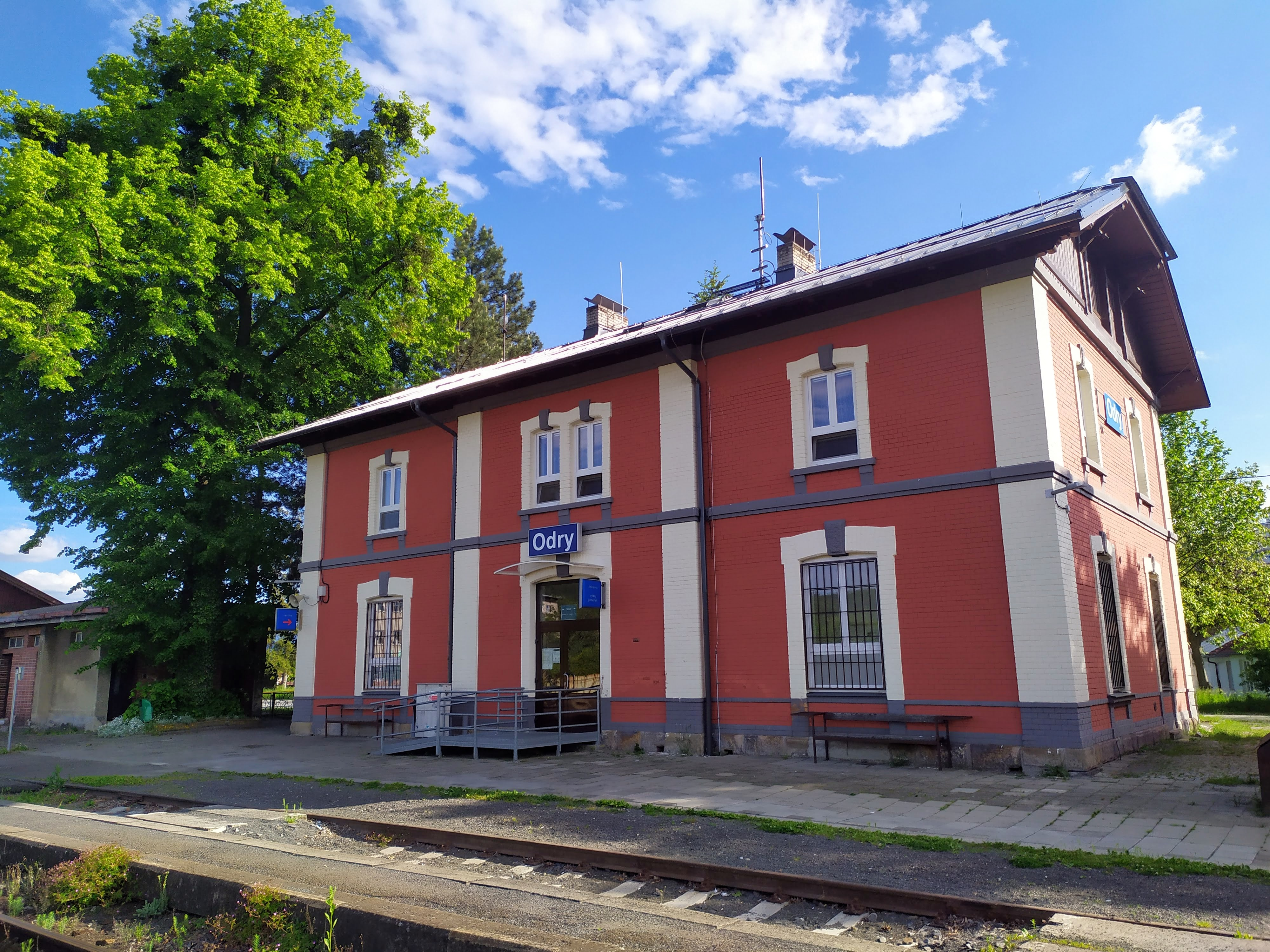
Stanice Odry po rekonstrukci
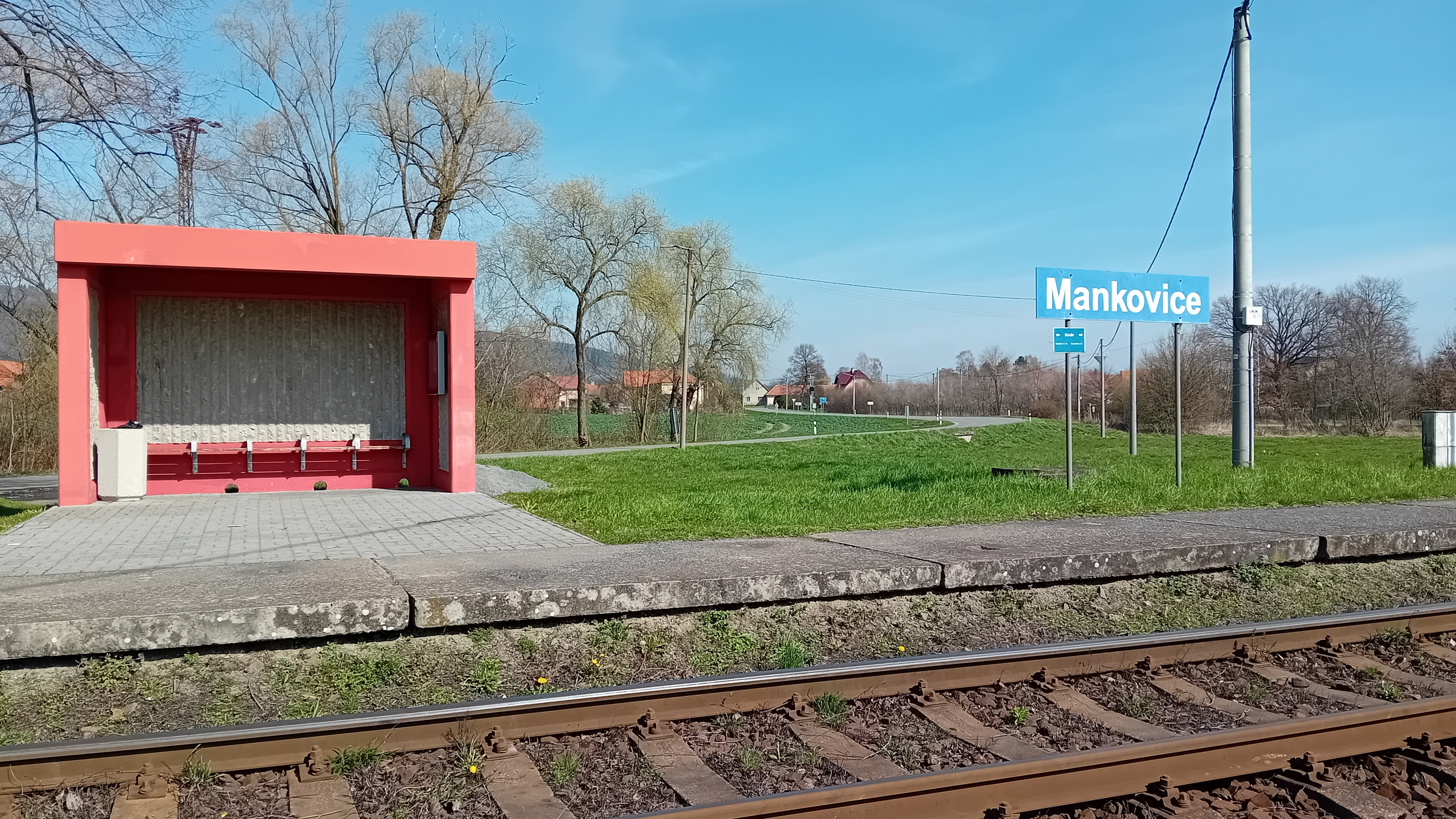
Mankovice
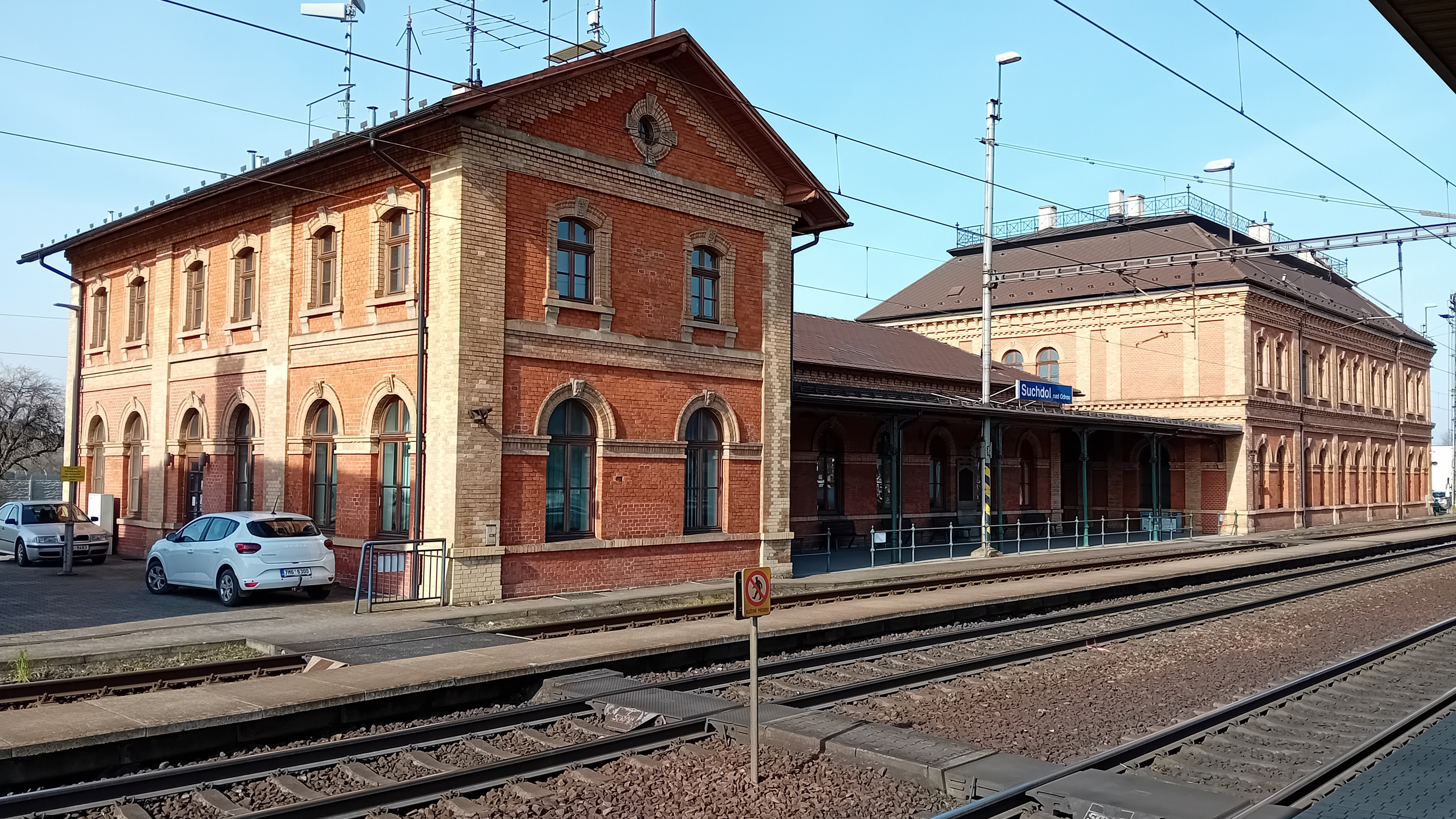
Suchdol nad Odrou